# Adam Friedrich von Arnstedt
Adam Friedrich von Arnstedt (* 28. Februar 1711; † 20. März 1778 in Crossen an der Oder) war ein königlich-preußischer Oberst und Chef des Garnisons-Regiments Nr. 5.

## Leben
Er war der Sohn des königlich-polnischen und kursächsischen Generalmajors Siegmund Friedrich von Arnstedt († 1717) Erbherr auf Demker. Seine Mutter war Anna Sabine von Stöken aus dem Haus Wölkau im Kreis Merseburg.
Er wurde 1738 Leutnant im Infanterie-Regiment Nr. 25. Im Zweiten Schlesischen Krieg erhielt er nach der Schlacht bei Soor 1745 eine eigene Kompanie. Im Siebenjährigen Krieg wurde er in der Schlacht bei Kolin verwundet. Er blieb im Militärdienst und wurde im Mai 1758 zum Major befördert und im August 1767 zum Oberst. Im Jahr 1771 übernahm er das Garnisons-Regiment Nr. 5 in Crossen.

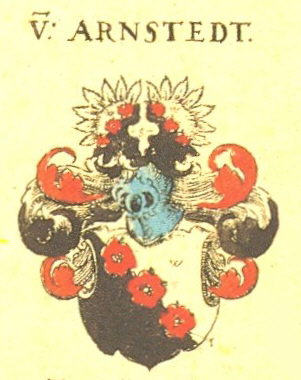
Wappenversion derer von Arnstedt nach Siebmacher
Wappenversion derer von Arnstedt nach Gothaer Adelslexikon

## Familie
Er war mit Louise Tugendreich von der Marwitz verwitwete von Gosen (1726–1764) verheiratet und hatte mit ihr drei Söhne und zwei Töchter, unter anderem:
- Johann Karl August Adam (* 5. Oktober 1754; † 25. Mai 1806) ⚭ 1790 Wilhelmine von Hacke(n) Erbtochter von Carl Botho Gottfried von Hacke(n) († 23. Juni 1801) auf Grossen-Kreutz, Erbschenk der Mark Brandenburg[1]
- Friedrich Alexander Siegmund (* 2. Mai 1759; † 15. Januar 1816)
- Sophie Charlotte Karoline Wilhelmine (* 20. Januar 1755; † 18. August 1842) ⚭ 25. Mai 1774 Georg Karl Gans Edler Herr zu Putlitz
- Luise Friederike Juliane (* 4. Januar 1760; † 25. März 1840) ⚭ 1787 Bogislav Friedrich Emanuel von Tauentzien (* 15. September 1760; † 20. Februar 1824), preußischer General der Infanterie[2]